# Embarrassment
"Embarrassment" is nummer van de Britse ska-popband Madness. Het is geschreven door saxofonist Lee Thompson en afkomstig van het tweede studioalbum Absolutely uit 1980. Op 14 november dat jaar werd het nummer in Europa op single uitgebracht.

## Achtergrond
De plaat werd in een aantal landen een hit en behaalde in Madness' thuisland het Verenigd Koninkrijk de 4e positie in de UK Singles Chart. 
In Nederland was de plaat op vrijdag 22 januari 1981 Veronica Alarmschijf op Hilversum 3 en werd een gigantische hit in de destijds drie landelijke hitlijsten op de nationale publieke popzender. De plaat bereikte de 2e positie in zowel de Nederlandse Top 40 als de TROS Top 50 en de 4e positie in de Nationale Hitparade. In de Europese hitlijst op Hilversum 3, de TROS Europarade, werd de 16e positie bereikt. 
De plaat is samen met Baggy Trousers de grootste hit voor de nutty boys. De B-kant is Crying Shame. 
In België bereikte de plaat de 11e positie in de voorloper van de Vlaamse Ultratop 50 en de 12e positie in de Vlaamse Radio 2 Top 30. In Wallonië werd géén notering behaald.
Sinds de editie van december 2000 t/m 2015 stond de plaat onafgebroken genoteerd in de jaarlijkse NPO Radio 2 Top 2000 van de Nederlandse publieke radiozender NPO Radio 2, met als hoogste notering een 1218e positie in 2002.

## Ontstaan nummer
Het Motown-achtige Embarrassment werd medio 1980 opgenomen voor het tweede album Absolutely. De tekst gaat over een blank meisje (Thompsons zus Tracy) dat door haar familie is verstoten omdat ze een dochter (Hailey) heeft van een zwarte jongen. De videoclip werd opgenomen in de concertzaal Camden Music Machine; de bandleden spelen een blazerssectie die in aantal eerst groter wordt en vervolgens kleiner totdat Thompson overblijft bij de tweede solo. Ter promotie deed Madness playback-optredens in televisieprogramma's als Top of the Pops; eind januari 1981 kwam de band naar Nederland voor een televisie optreden in AVRO's Toppop en het nieuwe TROS-programma Star Club met de TROS Top 50. Embarrassment is sindsdien uitgegroeid tot een vast onderdeel van het live-repertoire.

## NPO Radio 2 Top 2000
| Nummer met noteringen in de NPO Radio 2 Top 2000 | '00  | '01  | '02  | '03  | '04  | '05  | '06-'08 | '09  | '10  | '11 | '12  | '13  | '14  | '15  |
| ------------------------------------------------ | ---- | ---- | ---- | ---- | ---- | ---- | ------- | ---- | ---- | --- | ---- | ---- | ---- | ---- |
| Embarrassment                                    | 1251 | 1705 | 1218 | 1476 | 1590 | 1981 | -       | 1517 | 1704 | -   | 1704 | 1624 | 1576 | 1699 |

1. ↑  Een '-' betekent dat het nummer niet was genoteerd en een vetgedrukt getal geeft de hoogste notering aan.
2. ↑  2000 was het eerste jaar met een notering voor dit nummer.
3. ↑  Deze tabel is bijgewerkt tot en met de meest recente editie (2024).

Suggs · Mike Barson · Lee Thompson · Chris Foreman · Mark Bedford · Daniel Woodgate · Chas Smash